# Acobamba
 Acobamba é uma cidade do departamento de Huancavelica no Peru, com 2 400 habitantes,  (1996) encontra-se situada a uma altitude de 2 127 metros, próxima do alto Mantaro, (El Mantaro).